# .aw
.aw este un domeniu de internet de nivel superior, pentru Aruba (ccTLD).